# Маркињос
Маркос Аоаш Кореја (порт. Marcos Aoás Corrêa; Сао Паоло, 14. мај 1994) познатији као Маркињос, професионални је бразилски фудбалер који тренутно игра у француској Лиги 1 за Пари Сен Жермен и репрезентацију Бразила на позицији штопера који такође може играти на позицији задњег везног.

## Највећи успеси

### Клупски
Коринтијанс
- Куп Либертадорес (1) : 2012.

Пари Сен Жермен
- Првенство Француске (10) : 2013/14, 2014/15, 2015/16, 2017/18, 2018/19, 2019/20, 2021/22, 2022/23, 2023/24, 2024/25.
- Куп Француске (8) : 2014/15, 2015/16, 2016/17, 2017/18, 2019/20, 2020/21, 2023/24, 2024/25.
- Лига куп Француске (6) : 2013/14, 2014/15, 2015/16, 2016/17, 2017/18, 2019/20.
- Суперкуп Француске (11) : 2013, 2014, 2015, 2016, 2017, 2018, 2019, 2020, 2022, 2023, 2024.
- Лига шампиона (1) : 2024/25. (финалиста 2019/20.)
- УЕФА суперкуп (1) : 2025.
- Светско клупско првенство : финалиста 2025.

### Репрезентативни
Бразил до 17
- Првенство Јужне Америке до 17 (1) : 2011.

Бразил до 23
- Олимпијске игре (1) : 2016.

Бразил
- Копа Америка (1) : 2019.